# Echo des Ostens
Das Echo des Ostens war eine kommunistische Zeitung, die von 1922 bis 1933 in Königsberg erschien. Sie ging aus der Zeitung Die rote Fahne des Ostens hervor, die von 1920 bis 1921 erschienen war. Bedeutende Mitarbeiter und Redakteure waren Oskar Seipold, Werner Sieloff und  Franz Vehlow (1929–1930).